# Filipiny na Letniej Uniwersjadzie 2007
Filipiny na Letniej Uniwersjadzie w Bangkoku reprezentowało 3 zawodników. Filipińczycy zdobyli 1 medal (1 brązowy)

## Medale

### Brąz
- Ma Criselda Roxas - taekwondo, kategoria poniżej 67 kg